# Margherita Piazzola Beloch
Margherita Piazzolla Beloch (Frascati, 12 de julio de 1879-Roma, 28 de septiembre de 1976) fue una matemática italiana que trabajó en geometría algebraica, topología algebraica y fotogrametría.

## Trayectoria
Beloch estudió matemáticas en la Universidad Sapienza de Roma y escribió su tesis doctoral bajo la dirección de Guido Castelnuovo. Se licenció en 1908 con Lauude y "dignita 'di stampa", lo que significó que su trabajo era digno de publicación y, de hecho, su tesis Sulle trasformazioni birazionali nello spazio (Sobre transformaciones biracionales en el espacio) se publicó en el Annali di Matematica Pura ed Applicata.
Guido Castelnuovo quedó muy impresionado con su talento y le ofreció el puesto de asistente que Margherita Beloch aceptó y ocupó hasta 1919. Ese año se trasladó a la Universidad de Pavía y el año siguiente a la Universidad de Estudios de Palermo para trabajar con Michele De Franchis, una figura importante de la escuela italiana de geometría algebraica en ese momento.
En 1924, Beloch completó su "libera docenza" (un título que en ese momento tenía que obtenerse antes de convertirse en docente) y tres años después se convirtió en profesora titular en la Universidad de Ferrara, donde impartió clases hasta su jubilación (1955).

## Trabajo científico
Sus principales intereses científicos fueron la geometría algebraica, la topología algebraica y la fotogrametría.
Después de su tesis, trabajó en la clasificación de superficies algebraicas estudiando las configuraciones de líneas que podrían estar en superficies. El siguiente paso fue estudiar las curvas racionales que se encuentran en las superficies y en este marco Beloch obtuvo un importante resultado: las superficies hiperelípticas de rango 2 se caracterizan por tener 16 curvas racionales.
Beloch también hizo algunas contribuciones a la teoría de curvas algebraicas sesgadas. Continuó trabajando en las propiedades topológicas de las curvas algebraicas, ya sean planas o recostadas sobre superficies regladas o cúbicas durante la mayor parte de su vida, escribiendo una docena de artículos sobre estos temas.
También fue conocida por su contribución a las matemáticas del plegado de papel. En particular, en 1936, observó cómo resolver ecuaciones de tercer grado únicamente plegando papel. Fue la primera en formalizar un movimiento de origami que permite, trazar mediante el doblado del papel la recta tangente común en dos parábolas determinadas. Como consecuencia, mostró cómo resolver con origami problemas clásico -imposibles de hacer con regla y compás- como la triseción del ángulo o la duplicación de un cubo. El movimiento que utilizó se denominó el pliegue Beloch, con el que también.
Alrededor de 1940 Beloch se interesó cada vez más por la fotogrametría y la aplicación de las matemáticas, y en particular de la geometría algebraica. 

## Vida personal
Margherita Piazzola Beloch nació en el seno de una familia multicultural e internacional. Hija del historiador alemán Karl Julius Beloch, quien enseñó historia antigua durante 50 años en la Universidad Sapienza de Roma, y la estadounidense Bella Bailey originaria de Washington. Tuvo una hermana, Dorothy Beloch, que se dedicó al mundo de la ópera.